# Бруно Алерс
Бруно Алерс (нім. Bruno Ahlers; 3 листопада 1915, Ульцбург — ?) — німецький морський офіцер, лейтенант-цур-зее крігсмаріне. Кавалер Німецького хреста в золоті.

## Нагороди
- Медаль «У пам'ять 1 жовтня 1938» (№20; 1 вересня 1939) — як службовець 1-ї флотилії швидкісних катерів.
- Залізний хрест 2-го класу (23 червня 1940)
- Нагрудний знак торпедних катерів (16 грудня 1940)
- Залізний хрест 1-го класу (3 січня 1941)
- Кримський щит (1 березня 1943)
- Німецький хрест в золоті (10 травня 1944) — як оберштурман і командир катера S36 3-ї флотилії швидкісних катерів.
- Військовий орден Залізного трилисника 3-го класу (Незалежна Держава Хорватія; 11 травня 1944)
- Нагрудний знак «За поранення» в чорному (4 травня 1945) — за поранення, отримане 5 квітня 1945 року.